# Septimus Heap
Septimus Heap is een serie jeugdboeken, geschreven door de Engelse auteur Angie Sage en met een hoofdpersoon die dezelfde naam draagt als de serie.
De serie bestaat uit zeven delen, getiteld Magiek (Magyk), Vlught (Flyte), Elixer (Physik), Queeste (Queste), Sirene (Syren), Duyster (Darke) en Vuer (Fyre). Het laatste deel verscheen in het Nederlands in november 2013.
De serie volgt de avonturen van Septimus Heap, de zevende zoon van de zevende zoon. Hij beschikt over magische krachten. Als hij Leerling van de Buitengewone Tovenares Marcia Overstrand wordt, moet hij een studie doen van zeven jaar en één dag voor hij gekwalificeerd is om haar taak over te nemen.
Angie Sage heeft in 2014 het eerste deel van een nieuwe trilogie uitgegeven, die zich ongeveer zeven jaar na het einde van de reeks afspeelt. In het Engels heet deze kortere reeks TodHunter Moon, genoemd naar het personage Alice TodHunter Moon. In het boek komen deels dezelfde personages en deels nieuwe voor. Het eerste boek is ondertussen in Engeland verschenen, met de naam PathFinder.

## Schrijfwijze, vetgedrukte woorden en woorden met hoofdletters
De boeken van Septimus Heap zijn wat anders dan andere boeken. Alle woorden die met Magiek te maken hebben, zijn vetgedrukt en met een Hoofdletter. Dat is om aan te geven dat het met Magiek te maken heeft. Een tweede punt is dat alle woorden die in verband staan met Magiek, Alchemie en Geneesconst op een andere wijze zijn geschreven. Als voorbeeld nemen we het woord 'Magiek'. Magiek wordt al in het vet en met hoofdletter geschreven. 'Magiek' in gewoon Nederlands is eigenlijk 'magie', en in het Engels 'magic'. Angie Sage heeft zich laten inspireren door de oude Engelse schrijfwijze. 'Magic' schreef men vroeger anders: 'magyck'. De schrijfster heeft zich daardoor laten inspireren en 'magyck' in 'Magyk' veranderd. Evenzo is voor in de Nederlandse versie 'Magie' in 'Magiek' veranderd. Voor de andere titels geldt iets soortgelijks.

## Boeken
| Deel   | Titel   | Originele titel | uitgave Nederlands                   |
| ------ | ------- | --------------- | ------------------------------------ |
| Deel 1 | Magiek  | Magyk           | april 2005 (hervertaling april 2009) |
| Deel 2 | Vlught  | Flyte           | mei 2009                             |
| Deel 3 | Elixer  | Physik          | november 2009                        |
| Deel 4 | Queeste | Queste          | september 2010                       |
| Deel 5 | Sirene  | Syren           | november 2011                        |
| Deel 6 | Duyster | Darke           | januari 2013                         |
| Deel 7 | Vuer    | Fyre            | november 2013                        |

## Inhoud
De zevende zoon van de zevende zoon van Silas Heap heeft belangrijke Magieke krachten. Hij heet Septimus Heap en lijkt dood geboren te zijn, maar hij is ontvoerd door een vroedvrouw die hem moet afgeven bij ene Dom Daniel. Als de mannen van Dom Daniel Septimus komen halen, nemen ze per ongeluk het zoontje van de vroedvrouw mee: Merrin Meredith. Wanneer men erachter komt dat hij toch niet dood is, wordt hij Leerling van Marcia Overstrand, de Buitengewone Tovenares. Hij moet een studie bij haar volgen van zeven jaar en een dag voor hij haar taak kan overnemen. Ondertussen beleeft hij samen met zijn vrienden spannende avonturen.

## De boeken apart

### Magiek (Magyk)
Magiek is het eerste boek in de Septimus Heap-serie.
Het verhaal begint wanneer Silas Heap op midwinternacht een bundeltje vindt in de sneeuw. Er zit een meisje in. Hij en zijn vrouw Sarah nemen het meisje op in hun gezin en noemen haar Jenna. (Dat heeft de Buitengewone Tovenares Marcia Overstrand gevraagd aan Silas.) Diezelfde nacht wordt hun zevende kind Septimus Heap dood geboren.
Tien jaar later. Opeens komt alles over Jenna terug naar boven. Marcia wordt gewaarschuwd door de geest van Alther Mella, de vorige Buitengewone Tovenaar, die tien jaar geleden is vermoord. Zij gaat naar de Heaps, waar ze Jenna vertelt dat zij de Prinses van de Burcht is, en dat haar moeder net als Alther tien jaar geleden is vermoord door een Sluipmoordenares. Zij neemt Jenna mee naar de Tovenaarstoren, waar ze een ingesneeuwde wacht vinden. Die nemen ze mee naar binnen, en het enige wat die jongen dan zegt, is dat hij 'Jongen 412' (spreek uit vier-één-twee) heet en bij het Jonge Leger is, een leger opgesteld door DomDaniël, diegene die Alther en Jenna's moeder liet vermoorden. Daarna zegt hij geen woord meer. Dan moeten Marcia, Jenna, Jongen 412, Silas en Nicko Heap vluchten voor de handlangers van DomDaniël. Ze besluiten naar Tante Zelda te gaan, de Witte Heks, die in de Moerassen van Moerrem woont, op Draggeneiland. Daar zijn ze veilig. Jenna, Nicko en Jongen 412 gaan dan over Draggeneiland wandelen, waar Jongen 412 een 'Magieke ring' vindt. Silas keert terug naar de Burcht, wanneer hij zijn vrouw bericht gaat geven. Hij komt echter niet terug. Marcia, die iets nodig had, gaat ook terug naar de Burcht, maar komt in handen van DomDaniël, de Buitengewone Tovenaar van vóór Alther. Jenna, Nicko, 412 en tante Zelda zitten ondertussen vast op Draggeneiland. Ze weten dat DomDaniël aan de Rivier op hen zit te wachten op zijn boot, De Wrake. Ze horen dat Marcia aan boort is, en besluiten haar te redden (ondertussen is Jongen 412 begonnen met spreken). Dankzij een Onzichtbaarheidsspreuk die ze nog van Marcia hebben geleerd, komen ze erachter dat de Buitengewone Tovenares wel degelijk aan boord is. Dan komen ze erachter dat er in de geheime gang achter tante Zelda's kast een speciale boot ligt, de Drakenboot. Hij behoorde toe aan Hotep-Ra, de eerste Buitengewone Tovenaar. Jenna komt erachter dat ze, doordat ze Prinses is, met haar gedachten met de draak kan communiceren. Jongen 412 kan de Drakenboot besturen, en communiceren met haar doordat hij in haar ogen kan lezen wat ze wil zeggen. Met behulp van de Drakenboot redden ze Marcia uit DomDaniël's handen. Marcia vraagt 412 later of hij haar Leerling wil worden, wat 412 echter niet wil accepteren, omdat hij denkt dat de ring wel Magiek is, maar hij niet. Na nog een aanval van DomDaniël afgeslagen te hebben (en DomDaniël vermoord te hebben), vraagt ze het nog een keer. Dan zegt Jongen 412 wel ja. Iedere Buitengewone Tovenaars-Leerling mag iets vragen wat hij wil, en 412 wil weten wie hij is. Dankzij tante Zelda is dat mogelijk, als ze in de eendenvijver kijken. Dan komen ze erachter dat 412 eigenlijk Septimus Heap is, waarvan iedereen dacht dat die eigenlijk al 10 jaar dood was. Septimus en Jenna komen er dan achter dat ze zoiets als een 'aangenomen tweeling' zijn: ze zijn beiden 10 jaar geleden op midwinternacht geboren.

### Vlught (Flyte)
Vlught is het tweede deel in de reeks van Septimus Heap. Het speelt zich anderhalf jaar na Magiek af.
Jenna woont in het Paleis, en Septimus in de Tovenaarstoren. Dan krijgt de Burcht van een zwarte ruiter, Simon Heap, de oudste broer van Septimus. Simon is boos op Septimus omdat die nu Leerling van Marcia is, en niet hij. Simon ontvoert Jenna. Septimus probeert haar nog te redden, wat net niet lukt. De enige die hem gelooft is Nicko, met wie hij eerst naar de Holderheksen gaat in het Woud. Die sturen hen naar de Haven: daar zullen ze Jenna vinden. Jenna is door Simon meegenomen naar het Barre Land, waar ze later kan ontsnappen. Ze vlucht dan met de rat Stanley (die ze nog van vroeger kent) naar de Haven, waar ze Septimus en Nicko vindt. Daar komt Septimus erachter dat de 'steen' die hij al zo lang meesleurt, eigenlijk een drakenei is, en dat de draak uit komt. Wanneer Simon hen achternazit in de Drakenboot waarmee ze naar de Burcht vliegen, wordt de boot verwond, maar leeft nog. In de Burcht ontfermt Jannit Maarten van de Scheepswerf zich over de draak. In de Burcht, komen ze tot een vreselijke ontdekking: Marcia wil iets installeren in haar kamer in de Tovenaarstoren, zonder te weten dat Simon daar stiekem de botten van DomDaniël in heeft gestoken. Ze kunnen nog net verhinderen dat die botten Marcia vermoorden. Van Jannit Maarten krijgt Septimus Simons vroegere Vlughtamulet in handen, waardoor hij kan vliegen. Dan waarschuwt hij Simon nog dat als zijn oudste broer nog één vinger naar Jenna uitsteekt, hij met Simon zal afrekenen. Simon keert terug naar het Barre Land.

### Elixer (Physik)
Het derde deel in de reeks heet Elixer, en speelt zich een paar maanden na Vlught af.
Silas Heap en Gringe, de Poortwachter, doen een Verzegelde kamer open, waardoor de geest van Koningin Gruwalda kan ontsnappen. Vanaf dan teistert een vreselijke Siecte de Burcht. Alther vraagt Septimus met hem mee te vliegen (door de Vlughtamulet) naar de herberg Het Gat In De Muur. Daar ontmoet Septimus Gruwalda. Ze zegt hem dat hij later naar de slotgracht moet gaan. Daar komt Septimus in het water terecht. Hij ontwaakt in het Paleis, waar Jenna zich over hem heeft ontfermt. Zij heeft ook met de Koningin kennisgemaakt. Septimus moet van Gruwalda in een spiegel kijken, waar je langs de Koninginnenkamer bij komt. Daar trekt Marcellus Pye, de Laatste Alchemist, hem door de spiegel. Septimus belandt 500 jaar terug in de tijd, de tijd van Marcellus en Gruwalda. Hij moet voor Marcellus een Levenelixer maken. Jenna en Nicko zijn ondertussen aan het proberen ook naar Septimus toe te gaan. Samen met een Handelaarster uit het Hoge Noorden, Snorri Snorrelssen, en Alther Mella gaan ze naar de Haven. Daar komen ze terecht in Pakhuis 9, van de grote liefde van Alther, de douanier Alice Nettles. In het pakhuis vinden ze eenzelfde spiegel als die waar Septimus is door verdwenen. Jenna, Nicko en Snorri komen ook 500 jaar in het verleden terecht. Jenna raakt gescheiden van Nicko en Snorri, en komt in het Paleis terecht, waar iedereen denkt dat ze de verdronken gewaande Prinses Esmeralda is. Op het feest ter ere van de terugkeer van 'Esmeralda' ontmoet Jenna Septimus. Samen vluchten ze met Nicko en Snorri, die ze tegenkomen, en komen in de Grote Zaal der Alchemie en Geneesconst uit, waar de Grote Deuren des Tijds zijn. Daar moeten ze door. Snorri raakt Ullr, haar kat (die 's nachts veranderd in een panter), kwijt, en gaat hem samen met Nicko zoeken. Daardoor moeten Septimus en Jenna alleen door de Deuren. Dat mag van Marcellus Pye. Septimus belooft hem dat hij het Levenselixer zal maken, want aangezien Marcellus eigenlijk toch niet kan sterven, kan hij ook over 500 jaar maken. Terug in de Burcht, 500 jaar later, worden ze opgehaald door Marcia. Septimus maakt een geneesmiddel tegen de Siecte, zodat iedereen beter wordt. Dan willen ze het portret van Gruwalda verbranden, zodat die nooit meer terug kan komen. Snorri kan dan in het verleden door de ogen van Ullr - die nog mee door de Deuren is gegaan - zien dat Gruwalda een aanslag beraamt op Jenna. Ze wil haar vermoorden met het pistool en de kogel waar J.P. in gegraveerd staat (pistool van de Sluipmoordenares in Boek 1). Alice kan dat nog net voorkomen, maar wordt zelf neergeschoten. Het is waar een kogel met de initialen van het slachtoffer altijd doel treft, want eigenlijk waren de initialen van Alice J.P. Dan verdwijnt Gruwalda in het Vuer van de Brantstapel. Later zegt Septimus tegen Marcia dat hij wil gaan vissen. Hij bedoelt daarmee dat hij het Elixer voor Marcellus gaat maken, zodat hij zijn Vlughtamulet terugkrijgt van de Laatste Alchemist.

### Queeste (Queste)
Het vierde boek in de Septimus Heap-serie heet Queeste, en dit verhaal speelt zich een half jaar na het einde van Elixer af.
Er zijn problemen in de Burcht. Merrin Meredith, ex-Leerling van Duystere Tovenaar DomDaniël en nu hulpje van Simon Heap, keert terug naar de Burcht. Hij wil de Lotsbestemming van Septimus Heap Verduysteren. Ook de geest Tertius Fume zorgt voor problemen: hij moet ervoor zorgen dat Septimus een queeste moet volbrengen. Maar de zevende zoon van de zevende zoon heeft andere plannen: hij wil, samen met Jenna, het Huis van Foryx gaan zoeken, diep in het Woud, de plaats Waar Alle Tijden Samenkomen. Zijn broer Nicko is, met diens vriendin Snorri Snorrelssen, achtergebleven in de Burcht van 500 jaar geleden. Maar is het mogelijk om ervoor te zorgen dat hij de queeste niet moet volbrengen?

### Sirene (Syren)
Sirene is het vijfde boek in de Septimus Heap-serie. Dit verhaal gaat verder waar Queeste eindigt.
Het is Septimus, Jenna en Beetle gelukt om levend uit de Queeste te komen. Nu zijn ook Nicko en Snorri teruggekeerd uit de Tijd. Maar hun ongeluk is nog niet voorbij...
Wanneer Septimus, Jenna en Beetle op Brandneus terug naar de Burcht reizen, worden ze boven zee overvallen door noodweer. Wanneer de draak geraakt wordt door een bliksemflits, stranden ze op een vreemd eiland. Septimus hoort iemand zijn naam fluisteren, en hij heeft de indruk dat er iets afschuwelijks op het eiland zit...
Ondertussen is Woudjong ook in de problemen geraakt omdat hij ergens zijn neus te diep heeft ingestoken. Samen met Lucy Gringe is hij gedwongen om zich te verschuilen op een schip met een schrikwekkende bemanning...
Ook Milo Banda is er niet gerust op. Hij vaart samen met Nicko en Snorri terug naar de Haven, maar heeft een wel zeer vreemde schat in het ruim van zijn schip zitten...

### Duyster (Darke)
Septimus Heap staat op het punt om de gevaarlijkste week van zijn opleiding te betreden: Duystere Week. Een tijdje geleden heeft Marcia Overstrand per ongeluk Alther Verbannen, samen met Tertius Fume. Septimus heeft besloten dat hij de Verbanning van Alther zal tenietdoen. Maar helaas is dat niet het enige. Om de Duysternisse dit keer opnieuw te verslaan, moet hij zelf het Duyster betreden. Samen met Jenna Heap, Marcia Overstrand, Marcellus Pye, Alther Mella en Simon Heap gaat hij de strijd aan. Zal het hun lukken om de wereld te behoeden met hun kennis van de Magiek?

### Vuer (Fyre)
Septimus, Jenna en Beetle zijn nu allemaal veertien jaar en half en ondertussen hebben ze belangrijker rollen in de Burcht aangenomen. Beetle is Hoofd Hermetische Geschriften in het Manuscriptorium, Jenna staat op het punt om Koningin gekroond te worden en Septimus heeft nog maar 2,5 jaar te gaan voor hij tot Buitengewone Tovenaar gebombardeerd kan worden.
Maar het Duystere Domein is nog niet helemaal overwonnen en samen met Marcia moet de Leerling dan ook nog steeds kleine stukjes Duysternisse wegwerken. Zolang de Tweekoppige Ring niet vernietigd is, zal het Domein nooit helemaal verdwijnen. Marcellus Pye heeft de oplossing gevonden: hij wil het Grote Alchemistische Vuer ontsteken, waar hij dan de Ring in kan gooien, zodat die definitief verdwijnt. Maar Marcellus heeft een ander Vuer in gedachten dan Marcia denkt, wanneer ze hem toestemming geeft, en Marcellus weet dat het Vuer redelijk onvoorspelbaar is...
Dan gaat het pas echt mis met de Tweekoppige Ring - opeens heeft die geen koppen meer. Septimus en zijn vrienden zullen er alles aan moeten doen om de Burcht te laten overleven van een paar van de machtigste Duystere Tovenaars ooit...

### (TodHunter Moon)
In 2014 verscheen het eerste deel in de vervolgtrilogie op Septimus Heap. Deze trilogie heet TodHunter Moon, naar het gelijknamige personage (ze heeft als voornaam Alice). De boeken spelen zich zeven jaar na het einde van Vuer af. In de reeks komen zowel oude als nieuwe personages voor.
1. PathFinder (NL/BE: ?, ENG: 08/2014)
2. SandRider (NL/BE: ?, ENG: 10/2015)

## Personages
- De hoofdpersoon in de Septimus Heap-reeks draagt dezelfde naam als de serie: Septimus Heap. Toen hij in het jonge leger zat ook bekend als jongen 412. Hij is de leerling van de buitengewone tovenares, Marcia Overstrand. Hij heeft een draak, Brandneus. Hij is ook de trotse bezitter van een magieke ring van Hotep-Ra.
- Jenna Heap is het aangenomen dochtertje van Silas en Sarah. Ze is de kroonprinses en zo de dochter van de voormalige (vermoorde) koningin en Milo Banda.
- De Buitengewone Tovenares heet Marcia Overstrand. Zij was de Leerling van Alther, en heeft eigenlijk Silas' plaats ingenomen.
- De leermeester van Marcia is een geest genaamd Alther Mella. Jenna noemt hem weleens 'Oom Alther', hoewel hij geen familie van haar is. Hij was de leerling van DomDaniël.
- De broer die qua leeftijd het minst van Septimus verschilt, is Nicko Heap. Hij helpt mee DomDaniël te verslaan en Jenna terug te vinden. Waarschijnlijk heeft hij een oogje op Snorri Snorrelssen.
- Silas en Sarah Heap zijn de ouders van de zeven Heap-zonen en de adoptie-ouders van Jenna.
- De Witte Heks is Tante Zelda, de zuster van Silas.
- Stanley of Rat 101 is in Boek 1 een Boodschaprat, maar wordt daar uiteindelijk ontslagen. Daarna gaat hij in de geheime dienst (boek 2) en in boek 4 (probeert) hij zelf de boodschappen dienst terug op te richten.
- Brandneus is de draak van Septimus.
- Woudjong (jongen 409) is al vrienden met Septimus vanuit het jonge leger.
- Beetle is de beste vriend van Septimus en werkt als inspectieklerk in het Manuscriptorium. Aan het einde van het zesde boek wordt hij oppergeheimschrijver.

## Setting
Angie Sage heeft op haar website gezegd dat alle plekken in de boeken eigenlijk plekken zijn gebaseerd op plekken in de buurt waar ze woont. Er zijn er nogal wat.

### De Burcht
De Burcht (Eng. The Castle) kan verdeeld worden, ten eerste onder- en bovengronds, en ten tweede in verschillende wijken.
- De Tovenaarstoren ligt aan de westelijke zijde van de Burcht. Ze telt 21 verdiepingen, waarvan de 20e en 21e van de Buitengewone Tovenares/Tovenaar en haar/zijn leerling(e). Daarboven ligt ook de (Piramide)Bibliotheek, waarvan de buitenkant helemaal bezet is met goud en Alchemistische tekens. Er is een binnenplein aan de Toren met een kennel voor Brandneus en daarrond een muur. Langs de Grote Boog kan je de Tovenaarsweg op, die in verbinding staat met het Paleis.
- Het Paleis ligt ook aan de westelijke zijde van de Burcht, maar zuidelijker. Jenna, Silas en Sarah wonen hier. Er is een heel grote tuin met een muur errond, en een Zomerhuisje, net naast de Rivier. Ook vind je er de Lange Gang. Helemaal aan het einde daarvan is de onzichtbare deur die naar de Koninginnekamer leidt. Daar zit altijd de (groot)moeder van de Koningin die nu aan de macht is. Dit betekent dat nu Cerys daar zit. Van deze kamer kan je naar het Hoedsterhuisje reizen via een kast. Je kan er ook naar de Koninklijke Kleedkamer. De enigen die van de Kamer afweten zijn Jenna, Septimus, Alther en Tante Zelda.
- De Wildgroei is de oostelijke begrenzing van de Burcht. Ze is ongeveer 500 jaar geleden gemaakt. Je kan vanuit sommige kamers meteen de Rivier in. Voor DomDaniël heerste, hadden de gangen enz. allemaal namen. De Heaps woonden bijvoorbeeld in De Grote Rode Deur, Heen En Dan Weer Terug, De Wildgroei. Tijdens de heerschappij van de Duystere Tovenaar werden er geen namen meer gebruikt maar nummers. Voor de familie Heap was het dan Kamer 16, Gang 226, Oostzijde. Welke namen er daarna gebruikt worden is niet bekend.
- De Noordpoort is (natuurlijk) aan de noordkant van de Burcht gelegen. Hier int Gringe geld voor degenen die over de Slotgracht moeten. Een beetje verder, aan de overkant van de Gracht, ligt het Gasthuis. Ook wonen hier Mrs. Gringe en Lucy.
- Sally Mullins Thee- en Bierhuis ligt aan de zuidkant van de Rivier. In Boek 1 is het platgebrand, maar daarna terug opgebouwd. Dit is de plek waar je alle nieuwtjes kan horen.
- Taveerne Het Gat In De Muur is een taveerne gelegen onder de Burchtmuur. Aangezien deze taveerne bijna helemaal afgesloten is, komen er vooral geesten. Het is nochtans ook mogelijk om er als levende te komen.
- Jannit Maartens Scheepswerf ligt tussen het Paleis en de Noordpoort. Hier woont Nicko, die Jannits leerling is.
- De IJstunnels liggen ondergronds. Beetle moet elke week één maal een tocht op zijn slee maken om te zien of ze nog in goede staat zijn. Vroeger heeft een Tovenaar ze bevroren.
- De Grote Zaal der Alchemie en Geneesconst ligt ondergronds. Hier maakt Marcellus Pye zijn boek, Ick Marcellus. Je moet eerst door een labyrint voor je de Zaal binnenkan. In deze zaal zijn ook de Grote Deuren des Tijds.

### De Moerassen van Moerrem
De Moerassen van Moerrem (Eng. The Marram Marshes) liggen tussen het Boerenland en de Haven. In het noorden vind je Grondelgreppel. Langs daar kun je naar het Draggeneiland, dat meer oostelijk ligt. Op Drakkeneiland woont Tante Zelda, in het Hoedsterhuisje. Dit ligt in verbinding met het Paleis. Onder die kast kan je ook naar de grot waar de Drakenboot in ligt. "Jongen 412" heeft deze grot ontdekt. Verder kan je in deze moerassen beter oppassen. Moerasvuur, -spoken, -jammeraars, -pythons, bibberslijk, griezels, watergeesten, blubberkruipers en haar zijn er à volonté. Hoewel groezels vroeger een plaag waren, zijn er nu niet veel meer. Maar hun adem kan je ook beter vermijden. Hier kan je beter niet in het donker rondwandelen.

### De Haven
De Haven (Eng. The Port) ligt tussen de Moerassen van Moerrem en de Zee. Begeef je niet in achterstraatjes: er zit alleen maar geboefte. Ook het Poppenhuis en het huis van de Havenheksen kan je beter vermijden. Pakhuis 9 is veilig: hier woont Alice Nettles. Verder valt hier niet veel te doen, hoewel er ook wel een circus langskomt. Ook de Jaar-en-een-dag-markt staat hier. Oostelijk van de Haven liggen de Duinen.

### Het Woud
Het Woud (Eng. The Forest) is een gevaarlijke plaats: veelvraten, vleesetende bomen en Holderheksen in overvloed. Toch wonen hier Galen (de Genezeres) en Sam, Jo-jo, Edd en Erik Heap. Ook Woudjong is hier te vinden. Tussen hun kamp de Rivier staat Benjamin "Benji" Heap, Septimus' grootvader. Veelvraten jagen letterlijk op alles.

### Het Barre Land
Het Barre Land (Eng. The Badlands) is een goede schuilplek. Ten noorden vind je het Grensgebergte en ten zuiden het Schapenland. In het noordwesten ontspringt de Rivier, met niet ver daarvandaan Simons Observatorium met de Camera Obscura. Pas op voor landwurmen. Vooral in de broedtijd kan je beter niet te dichtbij komen. Tussen het Barre Land en de Burcht ligt ook nog het Vlakke Land. De Leisteengroeven bevinden zich hier.

### De Handelspost
De Handelspost (Eng. The Trader's Post) ligt aan de overkant van de oceaan, ver voorbij de Sirene eilanden. Het is een grote handelsplaats waar het schip van Milo Banda tijdelijk voor anker ligt en waar Septimus naartoe vliegt om zijn vrienden te gaan halen.

### De Eilanden van de Sirene
De Eilanden van de Sirene (Eng. The Syren Islands) is een groep van eilanden die ongeveer in het midden liggen tussen het thuisland van Septimus en de Handelspost. Maar het is niet een tropisch eiland met palmbomen en witte stranden... Op het grootste eiland (Sirene) herbergt zich een vreemd wezen, dat de macht over anderen kan hebben. Bovendien huist er ook iemand op het eiland die Septimus' naam kent - en die de hele tijd roept. Maar hoe is dat mogelijk? Bovendien is er ook een vreemd luchtje aan de zaken die gebeuren rond de vuurtoren daar...

## Filmrechten
Warner Brothers heeft de filmrechten van het eerste boek gekocht. Karen Rosenfelt zal de film maken samen met Angie Sage die als uitvoerend producent zal meewerken.